# CD Beja
Der Clube Desportivo de Beja ist ein portugiesischer Fußballverein aus Beja in der Region Alentejo. Er hat seine ehemals erfolgreiche erste Mannschaft inzwischen aufgegeben und ist nur im Jugendbereich bis zur U19 aktiv, mit sowohl weiblichen als auch männlichen Mannschaften. Zudem führt er eine Abteilung für Teqball.
Er empfängt seine Gäste im 5.000 Zuschauer fassenden Stadion der 1982 gebauten Sportanlage Complexo Desportivo Fernando Mamede am Stadtrand von Beja. Auch andere Vereine der Stadt spielen dort, zudem trainieren Nachwuchs-Nationalmannschaften des Landes dort, darunter auch die U-21-Auswahl der Männer.

## Geschichte

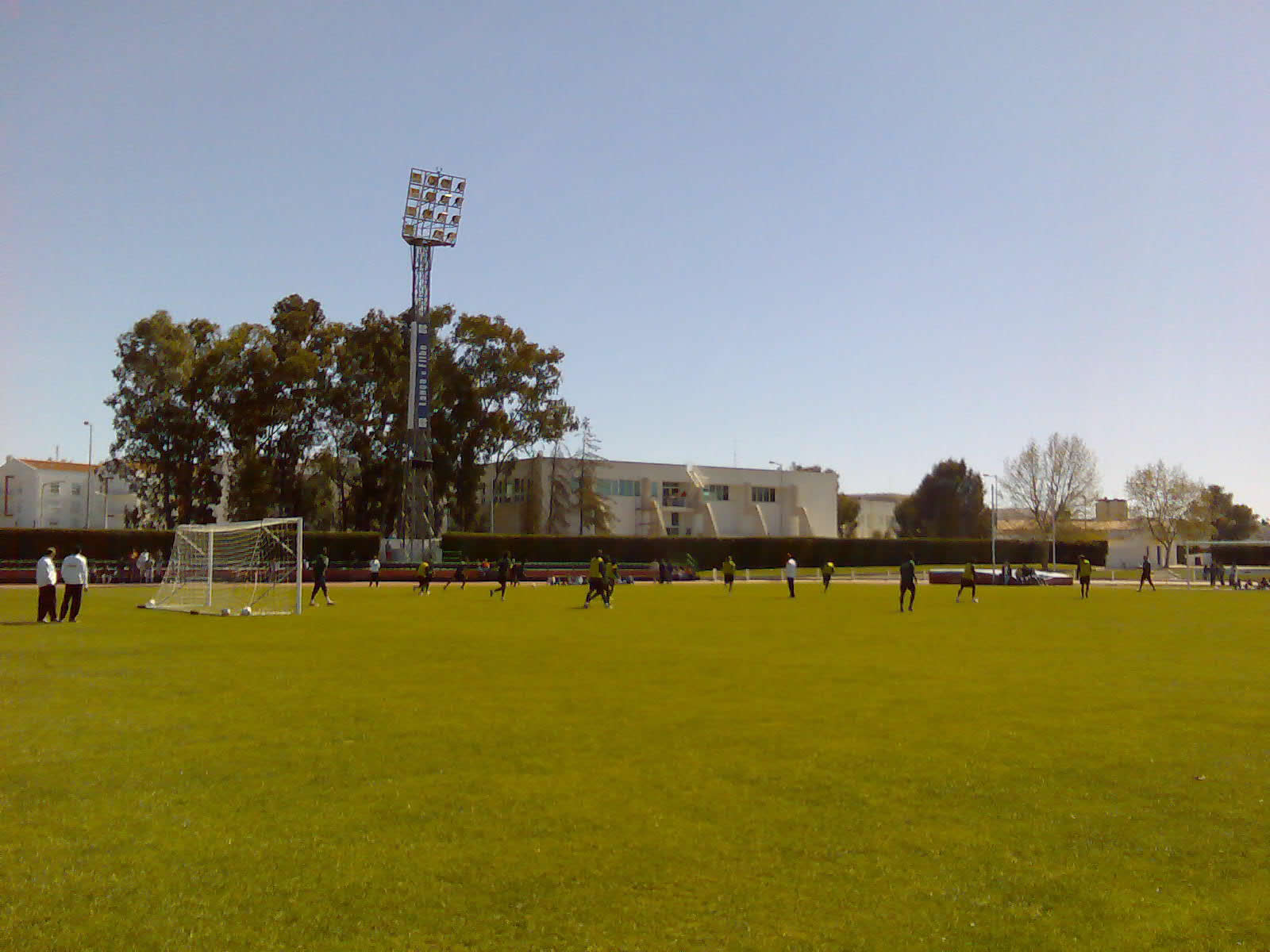
Training der portugiesischen U-21-Auswahl (2007) im Stadion des Complexo Desportivo Fernando Mamede, Heimat des CD Beja.

Der Verein wurde am 8. September 1947 gegründet, durch Zusammenführung der drei Vereine Luso Sporting Clube, União Sporting Clube und Pax-Júlia Atlético Clube. Als Gründungsdatum führt der Verein selbst daher den 16. Juni 1916, als der Luso Sporting Clube gegründet wurde und dessen Nachfolger der CD Beja laut seiner Satzung ist.
Der Klub spielte bereits kurz nach seiner Gründung zeitweise in der Segunda Divisão, wo er sich bis Mitte der 1960er Jahre weitgehend halten konnte. Nach dem Abstieg in die Terceira Divisão spielte die Mannschaft anschließend lange Zeit nur unterklassig bzw. im regionalen Ligabereich. Mitte der 1990er Jahre erlebte der Klub einen Aufschwung und stieg 1995 erneut in die drittklassige Terceira Divisão auf, wo die Mannschaft als Staffelsieger den direkten Durchmarsch in die zweitklassige Segunda Divisão schaffte. Als Tabellenvorletzter stieg der Klub gemeinsam mit dem SC Covilhã und Schlusslicht FC Tirsense direkt wieder ab. 1999 folgte der Abstieg in die nun viertklassige Terceira Divisão, später rutschte der Klub wieder in den regionalen Ligabereich ab.
Seit einigen Jahren ist der Fußballverein nur noch im Jugendbereich aktiv, mit sowohl weiblichen als auch männlichen Mannschaften. Zudem richtet der CD Beja mit dem Beja Cup das wichtigste Jugend-Fußballturnier der Stadt aus. Vom 10. bis 18. Juni 2023 fand die 8. Auflage statt.